# Список эпизодов мультсериала «Рик и Морти»
Ниже приведён список эпизодов американского комедийного мультсериала «Рик и Морти».
Премьера сериала состоялась 2 декабря 2013 года; второй сезон вышел в 2015 году. 1 октября 2017 года завершился третий сезон, и в мае 2018 года было объявлено о выпуске ещё 70 эпизодов при неопределённом количестве сезонов. В мае 2019 года была объявлена дата выхода четвёртого сезона — 12 ноября 2019 года. Первые пять эпизодов вышли в свет в ноябре-декабре, остальные — после перерыва, в мае 2020 года. 30 марта 2021 года вышел официальный трейлер пятого сезона и была объявлена дата выхода сезона — 20 июня 2021 года. 27 июля 2022 года была объявлена дата выхода шестого сезона — 4 сентября 2022 года. Премьера седьмого сезона состоялась 15 октября 2023 года, восьмого — 25 мая 2025 года.
Эпизод «Огурчик Рик» получил прайм-таймовую премию «Эмми» и «Энни» в 2018 году. «Эпизод про чан с кислотой» получил прайм-таймовую «Эмми» в 2020 году и был номинирован на «Энни» в 2021 году.

## Обзор сезонов
| Сезон | Серии | Серии | Даты показа     | Даты показа     |
| Сезон | Серии | Серии | Первая серия    | Последняя серия |
| ----- | ----- | ----- | --------------- | --------------- |
| 1     | 11    | 11    | 2 декабря 2013  | 14 апреля 2014  |
| 2     | 10    | 10    | 26 июля 2015    | 4 октября 2015  |
| 3     | 10    | 10    | 1 апреля 2017   | 1 октября 2017  |
| 4     | 10    | 10    | 10 ноября 2019  | 31 мая 2020     |
| 5     | 10    | 10    | 20 июня 2021    | 5 сентября 2021 |
| 6     | 10    | 10    | 4 сентября 2022 | 11 декабря 2022 |
| 7     | 10    | 10    | 15 октября 2023 | 17 декабря 2023 |
| 8     | 10    | 10    | 25 мая 2025     | 27 июля 2025    |

## Эпизоды

### Сезон 1 (2013—2014)
| № общий | № в сезоне | Название                                                                    | Режиссёр        | Автор сценария                | Дата премьеры   | Зрители США (млн) |
| ------- | ---------- | --------------------------------------------------------------------------- | --------------- | ----------------------------- | --------------- | ----------------- |
| 1       | 1          | «Пилот» «Pilot»                                                             | Джастин Ройланд | Дэн Хармон и Джастин Ройланд  | 2 декабря 2013  | 1,095             |
| 2       | 2          | «Пёс-газонокосильщик» «Lawnmower Dog»                                       | Джон Райс       | Райан Ридли                   | 9 декабря 2013  | 1,510             |
| 3       | 3          | «Анатомический парк» «Anatomy Park»                                         | Джон Райс       | Эрик Акоста и Уэйд Рэндольф   | 16 декабря 2013 | 1,302             |
| 4       | 4          | «М. Найт Шьямал-Инопланетяне!» «M. Night Shaym-Aliens!»                     | Джефф Майерс    | Том Кауфман                   | 13 января 2014  | 1,317             |
| 5       | 5          | «Мисикс и разрушение» «Meeseeks and Destroy»                                | Брайан Ньютон   | Райан Ридли                   | 20 января 2014  | 1,610             |
| 6       | 6          | «Напиток Рика #9» «Rick Potion #9»                                          | Стивен Сандовал | Джастин Ройланд               | 27 января 2014  | 1,746             |
| 7       | 7          | «Воспитание Газорпазорпа» «Raising Gazorpazorp»                             | Джефф Майерс    | Эрик Акоста и Уэйд Рэндольф   | 10 марта 2014   | 1,762             |
| 8       | 8          | «Скандалы, Рик и расследования» «Rixty Minutes»                             | Брайан Ньютон   | Том Кауфман и Джастин Ройланд | 17 марта 2014   | 1,477             |
| 9       | 9          | «Надвигается нечто риканутое» «Something Ricked This Way Comes»             | Джон Райс       | Майк МакМэхан                 | 24 марта 2014   | 1,543             |
| 10      | 10         | «Близкие риконтакты риковой степени» «Close Rick-counters of the Rick Kind» | Стивен Сандовал | Райан Ридли                   | 7 апреля 2014   | 1,750             |
| 11      | 11         | «Риксованный бизнес» «Ricksy Business»                                      | Стивен Сандовал | Райан Ридли и Том Кауфман     | 14 апреля 2014  | 2,127             |

### Сезон 2 (2015)
| № общий | № в сезоне | Название                                                                                | Режиссёр        | Автор сценария                              | Дата премьеры    | Зрители США (млн) |
| ------- | ---------- | --------------------------------------------------------------------------------------- | --------------- | ------------------------------------------- | ---------------- | ----------------- |
| 12      | 1          | «Рик во времени» «A Rickle in Time»                                                     | Уэс Арчер       | Мэтт Роллер                                 | 26 июля 2015     | 2.12              |
| 13      | 2          | «Успеть до Морти-ночи» «Mortynight Run»                                                 | Доминик Полчино | Дэвид Филипс                                | 2 августа 2015   | 2.19              |
| 14      | 3          | «Аутоэротическая ассимиляция» «Auto Erotic Assimilation»                                | Брайан Ньютон   | Райан Ридли                                 | 9 августа 2015   | 1.94              |
| 15      | 4          | «Вспомнить Вэ Сэ Йо» «Total Rickall»                                                    | Хуан Меса-Леон  | Майк Макмэхан                               | 16 августа 2015  | 1.96              |
| 16      | 5          | «Пора швифтануться» «Get Schwifty»                                                      | Уэс Арчер       | Том Кауфман                                 | 23 августа 2015  | 2.12              |
| 17      | 6          | «Наверное, Рики сошли с ума» «The Ricks Must Be Crazy»                                  | Доминик Полчино | Дэн Гутерман                                | 30 августа 2015  | 1.91              |
| 18      | 7          | «Большой переполох в маленьком Санчезе» «Big Trouble In Little Sanchez»                 | Брайан Ньютон   | Алекс Рубенс                                | 13 сентября 2015 | 1.97              |
| 19      | 8          | «Межвселенское кабельное 2: Искушение судьбы» «Interdimensional Cable 2: Tempting Fate» | Хуан Меса-Леон  | Дэн Гутерман, Райан Ридли и Джастин Ройланд | 20 сентября 2015 | 1.79              |
| 20      | 9          | «Судная ночь» «Look Who’s Purging Now»                                                  | Доминик Полчино | Дэн Хармон, Райан Ридли и Джастин Ройланд   | 27 сентября 2015 | 1.89              |
| 21      | 10         | «Свадебные Сквончеры» «The Wedding Squanchers»                                          | Уэс Арчер       | Том Кауфман                                 | 4 октября 2015   | 1.84              |

### Сезон 3 (2017)
| № общий | № в сезоне | Название                                                                             | Режиссёр        | Автор сценария                                                                           | Дата премьеры    | Зрители США (млн) |
| ------- | ---------- | ------------------------------------------------------------------------------------ | --------------- | ---------------------------------------------------------------------------------------- | ---------------- | ----------------- |
| 22      | 1          | «Рикбег из Рикшенка» «The Rickshank Rickdemption»                                    | Хуан Меса-Леон  | Майк Макмэхан                                                                            | 1 апреля 2017    | 0.68              |
| 23      | 2          | «Рикман с камнем» «Rickmancing the Stone»                                            | Доминик Полчино | Джейн Бекер                                                                              | 30 июля 2017     | 2.86              |
| 24      | 3          | «Огурчик Рик» «Pickle Rick»                                                          | Энтони Чун      | Джессика Гао                                                                             | 6 августа 2017   | 2.31              |
| 25      | 4          | «Виндикаторы 3: Возвращение концесветника» «Vindicators 3: The Return of Worldender» | Брайан Ньютон   | Сара Карбинер и Эрика Росби                                                              | 13 августа 2017  | 2.66              |
| 26      | 5          | «Конспирация» «The Whirly Dirly Conspiracy»                                          | Хуан Меса-Леон  | Райан Ридли                                                                              | 21 августа 2017  | 2.29              |
| 27      | 6          | «Отдых и риклаксация» «Rest and Ricklaxation»                                        | Энтони Чун      | Том Кауфман                                                                              | 27 августа 2017  | 2.47              |
| 28      | 7          | «Риклантидическая путаница» «The Ricklantis Mixup»                                   | Доминик Полчино | Дэн Гутерман и Райан Ридли                                                               | 10 сентября 2017 | 2.38              |
| 29      | 8          | «Мозговыносяшки Морти» «Morty’s Mind Blowers»                                        | Брайан Ньютон   | Майк МакМэхан, Джеймс Сичильяно, Райан Ридли, Дэн Гутерман, Джастин Ройланд и Дэн Хармон | 17 сентября 2017 | 2.51              |
| 30      | 9          | «Азбука Бет» «The ABC’s of Beth»                                                     | Хуан Меса-Леон  | Майк МакМэхан                                                                            | 24 сентября 2017 | 2.49              |
| 31      | 10         | «Рикчжурский мортидат» «The Rickchurian Mortydate»                                   | Энтони Чун      | Дэн Хармон                                                                               | 1 октября 2017   | 2.60              |

### Сезон 4 (2019—2020)
| № общий | № в сезоне | Название                                                                           | Режиссёр      | Автор сценария               | Дата премьеры   | Зрители США (млн) |
| ------- | ---------- | ---------------------------------------------------------------------------------- | ------------- | ---------------------------- | --------------- | ----------------- |
| 32      | 1          | «Срань будущего: Прикзрак в мортпехах» «Edge of Tomorty: Rick Die Rickpeat»        | Эрика Хейс    | Майк Макмэхан                | 10 ноября 2019  | 2.33              |
| 33      | 2          | «Старик и седалище» «The Old Man and the Seat»                                     | Джейкоб Хэйр  | Майкл Уолдрон                | 17 ноября 2019  | 1.67              |
| 34      | 3          | «Прорикая над гнездом рикушки» «One Crew over the Crewcoo’s Morty»                 | Брайан Ньютон | Кейти Делани                 | 24 ноября 2019  | 1.61              |
| 35      | 4          | «Загон и порядок: Место прикступления» «Claw and Hoarder: Special Ricktim’s Morty» | Энтони Чун    | Джефф Лавнесс                | 8 декабря 2019  | 1.63              |
| 36      | 5          | «Звёздный рикрейсер „Гадлактика“» «Rattlestar Ricklactica»                         | Джейкоб Хэйр  | Джеймс Сичильяно             | 15 декабря 2019 | 1.32              |
| 37      | 6          | «Риконечная мортистория» «Never Ricking Morty»                                     | Эрика Хейс    | Джефф Лавнесс                | 3 мая 2020      | 1.55              |
| 38      | 7          | «Промортей» «Promortyus»                                                           | Брайан Ньютон | Джефф Лавнесс                | 10 мая 2020     | 1.34              |
| 39      | 8          | «Эпизод про чан с кислотой» «The Vat of Acid Episode»                              | Джейкоб Хэйр  | Джефф Лавнесс и Альбро Ланди | 17 мая 2020     | 1.26              |
| 40      | 9          | «Дитя риковеческое» «Childrick of Mort»                                            | Кёнг Хи Лим   | Джеймс Сичильяно             | 24 мая 2020     | 1.22              |
| 41      | 10         | «Звёздные Морти: Возврикщение Джерри» «Star Mort Rickturn of the Jerri»            | Эрика Хейс    | Энн Лэйн                     | 31 мая 2020     | 1.30              |

### Сезон 5 (2021)
| № общий | № в сезоне | Название                                                                         | Режиссёр       | Автор сценария               | Дата премьеры   | Зрители США (млн) |
| ------- | ---------- | -------------------------------------------------------------------------------- | -------------- | ---------------------------- | --------------- | ----------------- |
| 42      | 1          | «Морт ужин с Рикандре» «Mort Dinner Rick Andre»                                  | Джейкоб Хейр   | Джефф Лавнесс                | 20 июня 2021    | 1.30              |
| 43      | 2          | «Мортножество» «Mortyplicity»                                                    | Лукас Грей     | Альбро Ланди                 | 27 июня 2021    | 1.16              |
| 44      | 3          | «Неумортная приквда» «A Rickconvenient Mort»                                     | Хуан Меса-Леон | Роб Шраб                     | 4 июля 2021     | 1.00              |
| 45      | 4          | «Спрей рикависимости» «Rickdependence Spray»                                     | Эрика Хейс     | Ник Рутерфорд                | 11 июля 2021    | 0.96              |
| 46      | 5          | «Амортиканские грикффити» «Amortycan Grickfitti»                                 | Кёнг Хи Лим    | Энн Лэйн                     | 18 июля 2021    | 0.78              |
| 47      | 6          | «Дед благодарения» «Rick & Morty’s Thanksploitation Spectacular»                 | Дуглас Олсен   | Джеймс Сичильяно             | 25 июля 2021    | 0.93              |
| 48      | 7          | «Гоутрон Джеррисис Риквангелион» «Gotron Jerrysis Rickvangelion»                 | Джейкоб Хэйр   | Джон Харрис                  | 1 августа 2021  | 0.82              |
| 49      | 8          | «Рикчное сияние чистого разуморта» «Rickternal Friendshine of the Spotless Mort» | Эрика Хейс     | Альбро Ланди                 | 8 августа 2021  | 0.83              |
| 50      | 9          | «Забывая Сарику Мортшалл» «Forgetting Sarick Mortshall»                          | Кёнг Хи Лим    | Шивон Томпсон                | 5 сентября 2021 | 0.91              |
| 51      | 10         | «Рикмурай Джек» «Rickmurai Jack»                                                 | Джейкоб Хэйр   | Джефф Лавнесс и Скотт Мардер | 5 сентября 2021 | 0.94              |

### Сезон 6 (2022)
| № общий | № в сезоне | Название                                                                 | Режиссёр            | Автор сценария     | Дата премьеры    | Зрители США (млн) |
| ------- | ---------- | ------------------------------------------------------------------------ | ------------------- | ------------------ | ---------------- | ----------------- |
| 52      | 1          | «Солярикс» «Solaricks»                                                   | Джейкоб Хэйр        | Альбро Ланди       | 4 сентября 2022  | 0,66              |
| 53      | 2          | «Арикадный автоморт „Рой”» «Rick: A Mort Well Lived»                     | Кёнхи Лим           | Алекс Рубенс       | 11 сентября 2022 | 0,60              |
| 54      | 3          | «Двойсновной Бэтстинкт» «Bethic Twinstinct»                              | Дуглас Айнар Олсен  | Энн Лэйн           | 18 сентября 2022 | 0,55              |
| 55      | 4          | «Ночная семейка» «Night Family»                                          | Джейкоб Хэйр        | Роб Шрэб           | 25 сентября 2022 | 0,60              |
| 56      | 5          | «Пункт назначджеррия» «Final DeSmithation»                               | Дуглас Айнар Олсен  | Хезер Энн Кэмпбелл | 2 октября 2022   | 0,58              |
| 57      | 6          | «Морт Рикского периода» «Juricksic Mort»                                 | Кёнхи Лим           | Ник Рутерфорд      | 9 октября 2022   | 0,54              |
| 58      | 7          | «Цельно мета оболочка» «Full Meta Jackrick»                              | Лукас Грэй          | Алекс Рубенс       | 20 ноября 2022   | 0,51              |
| 59      | 8          | «Анализмочируй это» «Analyze Piss»                                       | Филл Марк Сагадрака | Джеймс Сицилиано   | 27 ноября 2022   | 0,53              |
| 60      | 9          | «Первый рикцарь при дворе короля Мортура» «A Rick in King Mortur’s Mort» | Джейкоб Хэйр        | Энн Лэйн           | 4 декабря 2022   | 0,53              |
| 61      | 10         | «Рикждественские мортикулы» «Ricktional Mortpoon’s Rickmas Mortcation»   | Кёнхи Лим           | Скотт Мардер       | 11 декабря 2022  | 0,49              |

### Сезон 7 (2023)
| № общий | № в сезоне | Название                                                           | Режиссёр     | Автор сценария                  | Дата премьеры   | Зрители США (млн) |
| ------- | ---------- | ------------------------------------------------------------------ | ------------ | ------------------------------- | --------------- | ----------------- |
| 62      | 1          | «Жопосранчик уходит в отрыв» «How Poopy Got His Poop Back»         | Лукас Грэй   | Ник Рутерфорд                   | 15 октября 2023 | 0,42              |
| 63      | 2          | «Ловушка для Джеррика» «The Jerrick Trap»                          | Кёнхи Лим    | Альбро Ланди и Джеймс Сицилиано | 22 октября 2023 | 0,47              |
| 64      | 3          | «Воздушные силы Вонг» «Air Force Wong»                             | Джейкоб Хэйр | Алекс Рубенс                    | 29 октября 2023 | 0,36              |
| 65      | 4          | «Это Аморте» «That’s Amorte»                                       | Лукас Грэй   | Хезер Энн Кэмпбелл              | 5 ноября 2023   | 0,44              |
| 66      | 5          | «Рикмортщённый» «Unmortricken»                                     | Джейкоб Хэйр | Альбро Ланди и Джеймс Сицилиано | 12 ноября 2023  | 0,46              |
| 67      | 6          | «Рикзищяя свою сморть» «Rickfending Your Mort»                     | Джейкоб Хэйр | Коди Зиглар                     | 19 ноября 2023  | 0,40              |
| 68      | 7          | «Мокрое Куат-Амортиканское лето» «Wet Kuat Amortican Summer»       | Кёнхи Лим    | Алекс Сун-Ся                    | 26 ноября 2023  | 0,49              |
| 69      | 8          | «Восстание Числеконов: Фильм» «Rise of the Numbericons: The Movie» | Лукас Грэй   | Роб Шраб                        | 3 декабря 2023  | 0,38              |
| 70      | 9          | «Морт: Рагнарик» «Mort: Ragnarick»                                 | Кёнхи Лим    | Джереми Гилфор и Скотт Мардер   | 10 декабря 2023 | 0,29              |
| 71      | 10         | «Не бойся Сморти» «Fear No Mort»                                   | Юджин Хуан   | Хезер Энн Кэмпбелл              | 17 декабря 2023 | 0,45              |

### Cезон 8 (2025)
| № общий | № в сезоне | Название                                                                         | Режиссёр            | Автор сценария                                 | Дата премьеры | Зрители США (млн) |
| ------- | ---------- | -------------------------------------------------------------------------------- | ------------------- | ---------------------------------------------- | ------------- | ----------------- |
| 72      | 1          | «Саммер всех страхов» «Summer of All Fears»                                      | Филл Марк Сагадрака | Джесс Лочер                                    | 25 мая 2025   | 0,30              |
| 73      | 2          | «Валкирик» «Valkyrick»                                                           | Джейкоб Хэйр        | Скотт Мардер                                   | 1 июня 2025   | 0,47              |
| 74      | 3          | «Рик, Морт, Злой» «The Rick, The Mort & The Ugly»                                | Брайан Кауфман      | Альбро Ланди, Джеймс Сицилиано и Майкл Келлнер | 8 июня 2025   | 0,33              |
| 75      | 4          | «Последнее искушение Джерри» «The Last Temptation of Jerry»                      | Дуглас Айнар Олсен  | Хезер Энн Кэмпбелл                             | 15 июня 2025  | 0,38              |
| 76      | 5          | «Крио Морт Риквер» «Cryo Mort a Rickver»                                         | Филл Марк Сагадрака | Ник Рутерфорд                                  | 22 июня 2025  | н/д               |
| 77      | 6          | «Зарикнутая история Бэттджамин Баттон» «The Curicksous Case of Bethjamin Button» | Юджин Хуан          | Хезер Энн Кэмпбелл и Джесс Лочер               | 29 июня 2025  | н/д               |
| 78      | 7          | «Риканутее, чем вымысел» «Ricker than Fiction»                                   | Дуглас Айнар Олсен  | Роб Шрэб                                       | 6 июля 2025   | н/д               |
| 79      | 8          | «Номортландия» «Nomortland»                                                      | Филл Марк Сагадрака | Альбро Ланди и Джеймс Сицилиано                | 13 июля 2025  | н/д               |
| 80      | 9          | «Папаша Морти» «Morty Daddy»                                                     | Юджин Хуан          | Бет Стеллинг                                   | 20 июля 2025  | н/д               |
| 81      | 10         | «Горячий Рик» «Hot Rick»                                                         | Брайан Кауфман      | Альбро Ланди и Джеймс Сицилиано                | 27 июля 2025  | н/д               |

### Комментарии
1. ↑  Премьера третьего сезона состоялась без анонса 1 апреля 2017 года. Остальные эпизоды выходили в эфир еженедельно с 30 июля 2017 года[13].
2. ↑  Показ эпизода состоялся без анонса, и повторялся в течение четырёх часов подряд с улучшением рейтингов. Указана зрительская аудитория только самой первой трансляции эпизода[37].
3. ↑  Другое название эпизода — «Истории из Цитадели»[43].
4. ↑  Эпизод был случайно выпущен на Amazon Prime Video в Канаде 13 июля 2021 года, после чего был удалён[64].